# Encyklopedia getta warszawskiego
Encyklopedia getta warszawskiego – encyklopedia poświęcona problematyce getta warszawskiego, która została opracowana podczas projektu badawczego prowadzonego w Żydowskim Instytucie Historycznym im. Emanuela Ringelbluma w ramach grantu Narodowego Programu Rozwoju Humanistyki. 
Pomysłodawczynią i kierowniczką projektu była dr Maria Ferenc. Nad encyklopedią pracowało około 20 badaczy. Wersja książkowa wydana nakładem Wydawnictwa Żydowskiego Instytutu Historycznego miała premierę podczas konferencji naukowej wokół projektu badawczego »Encyklopedia getta warszawskiego« w ŻIH, która odbyła się w dniach 28–29 maja 2024 roku.  
Wydanie książkowe encyklopedii obejmuje 50 zagadnień, zaś cała Encyklopedia (licząca około dwóch tysięcy haseł) udostępniona została online. W ramach encyklopedii opracowano około 1100 biogramów.